# ホーム (GOING UNDER GROUNDのアルバム)
『ホーム』は、GOING UNDER GROUNDのアルバム。ビクターエンタテインメントのレーベルHAPPYHOUSEより2002年9月11日発売。

## 概要
前々作の『GOING UNDER GROUND』以来2作ぶりに上田ケンジをプロデューサーとして再び迎えて制作されたメジャー2枚目（通算5枚目）のアルバム。ジャケットと歌詞カードのイラストを宮尾和孝が手がけている。シングル「ランブル」とのダブル購入特典として、封入応募券による応募で抽選で300名に「ランブル」のアナログ盤がプレゼントされるキャンペーンが行われた。
タイトルは、アルバムが完成した際にボーカルの松本素生の頭に浮かんだ「タウン・アンド・カントリー」という言葉を打ち合わせの中で「ホーム・アンド・カントリー」と言い間違えたところから採用した。
本作発売後の2002年9月21日から26日にかけて「GOING UNDER GROUND TOUR 2002 “秋”」が札幌（※同公演のみ完全招待制）・大阪・東京で計3公演行われたほか、11月15日から12月10日まで本作のリリースツアーとして「GOING UNDER GROUND tour 2002 “kodama”」が計11公演行われた。
OKMusic編集部のレビューによれば、メンバーは制作当時のインタビューで「“どんな曲を揃えよう”とか“曲のバランスはどうしよう”とかもまったく考えないで、ひとつひとつの曲を作っただけ」と語っていたとされる。2016年のインタビューでは、松本によれば本作は「半信半疑で、〈わからないんだけどこれが出来ちゃったんだよね〉みたいなノリ」で制作され、思ったほどはセールスがふるわなかったものの、「俺の立場で言うなら『ホーム』を良いと言ってくれる人とは絶対に友達になれるんです」とも語っている。

## 評価
音楽ライターの帆苅智之は本作について、「パワーコードでガツンと迫るタイプのサウンドではなく、松本のヴォーカリゼーションに寄り添うかのように、比較的繊細なバンドサウンドを中心に構成されている」としたうえで、「新しい世代のロックアルバムのひとつであり、GUGが2000年代を代表するバンドのひとつであることを示す作品であることは間違いない」と評している。

## 収録曲
| #         | タイトル         | 作詞      | 作曲      | 時間  |
| --------- | ---------------- | --------- | --------- | ----- |
| 1.        | 「さびしんぼう」 | 松本素生  | 松本素生  | 3:35  |
| 2.        | 「シンドローム」 | 松本素生  | 松本素生  | 4:30  |
| 3.        | 「ミラージュ」   | 松本素生  | 松本素生  | 4:21  |
| 4.        | 「その事」       | -         | 河野丈洋  | 1:58  |
| 5.        | 「少女」         | 河野丈洋  | 河野丈洋  | 3:35  |
| 6.        | 「流線形」       | 松本素生  | 松本素生  | 4:58  |
| 7.        | 「夜の宝石」     | 松本素生  | 松本素生  | 6:23  |
| 8.        | 「タッシ」       | 河野丈洋  | 河野丈洋  | 3:22  |
| 9.        | 「ステップ」     | 松本素生  | 松本素生  | 3:53  |
| 10.       | 「ランブル」     | 松本素生  | 松本素生  | 4:39  |
| 11.       | 「kodama」       | 松本素生  | 松本素生  | 5:17  |
| 合計時間: | 合計時間:        | 合計時間: | 合計時間: | 46:31 |

### 楽曲解説
1. さびしんぼう
2. シンドローム
3. ミラージュ
3rdシングル。
4. その事
インストゥルメンタル。
5. 少女
ベースの石原聡自らの提案でベースのトラックを入れずに制作された[1]。
6. 流線形
7. 夜の宝石
石原がお気に入りの曲として挙げることが多い[1]。
8. タッシ
「タッシ」は「幸福」を意味するチベット語。レコーディング現場にいたスタッフ全員でコーラスを歌っている[1]。
ベストアルバム『BEST OF GOING UNDER GROUND with YOU』に収録。
9. ステップ
ライブではファンがリズムに合わせて腕を上下に振るダンスが行われる。
10. ランブル
4thシングル。
11. kodama
ベストアルバム『BEST OF GOING UNDER GROUND with YOU』に収録。

## 関連書籍
- バンドスコア GOING UNDER GROUND ホーム（シンコーミュージック、2002年12月19日）

## セルフカバー
本作の発売から16年後の2018年にバンドのCDデビュー20周年を記念して、本作をアコースティックアレンジ主体でリアレンジしたセルフカバーアルバム『ホーム 2018 〜midnightblue〜』をライブ会場及び公式通販サイトにて発売し、同年4月11日には名古屋ブルーノートにて同作の発売記念ライブを行った。